# World Poker Tour
World Poker Tour (WPT) är en samling tävlingar i pokervarianten Texas hold'em. Varje tävling börjar med att många personer betalar en avgift för att få vara med, och sedan pågår spelet tills det bara är en person med marker kvar. Första platsen brukar ge en vinst på runt en miljon dollar. 
Några kända pokerspelare som spelat i WPT är:
- Daniel Negreanu "Kid Poker" som kommit 1:a två gånger, 2:a en gång och 3:a två gånger. Totalt har han vunnit $4 247 740 i WPT.
- Gus Hansen "The Great Dane" som totalt vunnit $2 150 856
- Phil Ivey "Tiger Woods of Poker" har aldrig kommit etta men ändå vunnit $1 153 796